# Simulium jani
Simulium jani är en tvåvingeart som beskrevs av Lewis 1973. Simulium jani ingår i släktet Simulium och familjen knott. Inga underarter finns listade i Catalogue of Life.